# Ambassade de Guinée au Qatar
L'ambassade de Guinée au Qatar est la mission diplomatique officielle de la république de Guinée près de l'État du Qatar , située à Doha.

## Historique

### Liste des ambassadeurs
| N° | Nom et prénoms    | titre de fonction   | Début          | Fin            |
| -- | ----------------- | ------------------- | -------------- | -------------- |
| 01 | Lancinè Ami Touré | ambassadeur         |                | 4 février 2022 |
| 02 | Alpha Bah         | Chargé des affaires | 9 février 2022 | En cours       |

## Voir également
- Relations Qatar-Guinée
- Liste des missions diplomatiques au Qatar
- Liste des missions diplomatiques de la Guinée

## Liens
- https://www.embassypages.com/guinee-ambassade-doha-qatar